# Oude Toren (Warmond)
De Oude Toren (ook: de Oude Kerk) is een voormalig katholieke kerk en ruïne in het Zuid-Hollandse dorp Warmond.

## Geschiedenis
De kerk wordt voor het eerst vermeld kort vóór 1049, als een van de bezittingen van de abdij van Echternach. Waarschijnlijk is hij in de 12e eeuw in tufsteen herbouwd. Dit tufsteen is in latere bouwfasen van de kerk hergebruikt in speklagen.
De kerk werd geruïneerd tijdens het Beleg van Leiden (1573). De Leidenaren brandden de kerk en de daarnaast gelegen twee kloosters af. Ze waren bang dat de Spanjaarden er hun intrek zouden nemen om vandaaruit de stad belegeren. In 1579 liet rooms-katholieke heer van Warmond het koor van de kerk weer herstellen en gaf het gebouw aan de protestanten in gebruik. Het eigendom van de kerk bleef bij de heren en vrouwen van Warmond.
Vanaf 1410 stond naast de kerk het klooster St. Ursula of de 11.000 Maagden. Dit klooster was via een onderaardse gang (eigenlijk een half ingegraven overdekte galerij) met de kerk verbonden. Een deel van deze ondergrondse gang is bij een opgraving in 1965 teruggevonden. 
In de huidige vorm dateert de toren zelf waarschijnlijk uit de 15e eeuw. Duidelijk is te zien dat de kerk om de toren heen is gebouwd, zodat kan worden aangenomen dat de toren flink wat ouder is dan de kerkrestanten. Ook de enorme kloostermoppen die aan de voet van de toren in het metselwerk te vinden zijn wijzen op de hoge ouderdom van de toren, net als de stukken hergebruikt tufsteen in de torenvoet.
Nadat in 1874 de nieuwe Hervormde Kerk aan de Herenweg in gebruik werd genomen, bleef de toren eigendom van de Hervormde Gemeente en werd het in 1579 herstelde koor afgebroken. In 1968 werd de toren voor het symbolische bedrag van 1 gulden aan de (voormalige) gemeente Warmond verkocht. Restauratie vond plaats in 1975.

## Kerkhof
Om kerkruïne en de toren bevindt zich een begraafplaats, die al in 1359 wordt vermeld. De begraafplaats is eigendom van de Protestantse Gemeente Warmond.
Naast algemene en particuliere graven beschikt het kerkhof ook over een aantal grafkelders. In een van die crypten liggen de stoffelijke resten van diverse bisschoppen die in de zeventiende en achttiende eeuw werden bijgezet. Daaronder zijn vooraanstaande betrokkenen bij het zogenaamde Schisma van Utrecht, de scheuring tussen de Rooms-Katholieken en de Oud-Katholieken. In de grafkelder zijn ten minste twintig geestelijken bijgezet. In 1938 vond de pastoor van de Oude Katholieke Kerk in Leiden als laatste in deze grafkelder een rustplaats. Hij had zich zeer ingespannen om de voor zijn kerkgenootschap belangrijke grafkelder te behouden.
In het koor bevinden zich een aantal opmerkelijke grafstenen, zoals die van de heer van Warmond, Jacob (XIV) van der Woude uit ongeveer 1395. Het is onzeker of deze Jacob XIV wel in dit graf begraven ligt. Mogelijk was het graf van Jacob XIII van den Woude die omstreeks 1344 is overleden. Nadat deze grafsteen door de brand van 1573 was aangetast, is die begin 17e eeuw vervangen.

## Toegankelijkheid
De begraafplaats is dagelijks tot zonsondergang vrij toegankelijk. De grafkelders en ondergrondse gang onder de kerk zijn niet toegankelijk voor publiek. De adellijke en historische graven bevinden zich in de ruïne. Ook deze zijn vrij toegankelijk voor iedere bezoeker. Slechts een aantal graven zijn van edelen, de rest betreft particuliere (familie)graven.

## Afbeeldingen

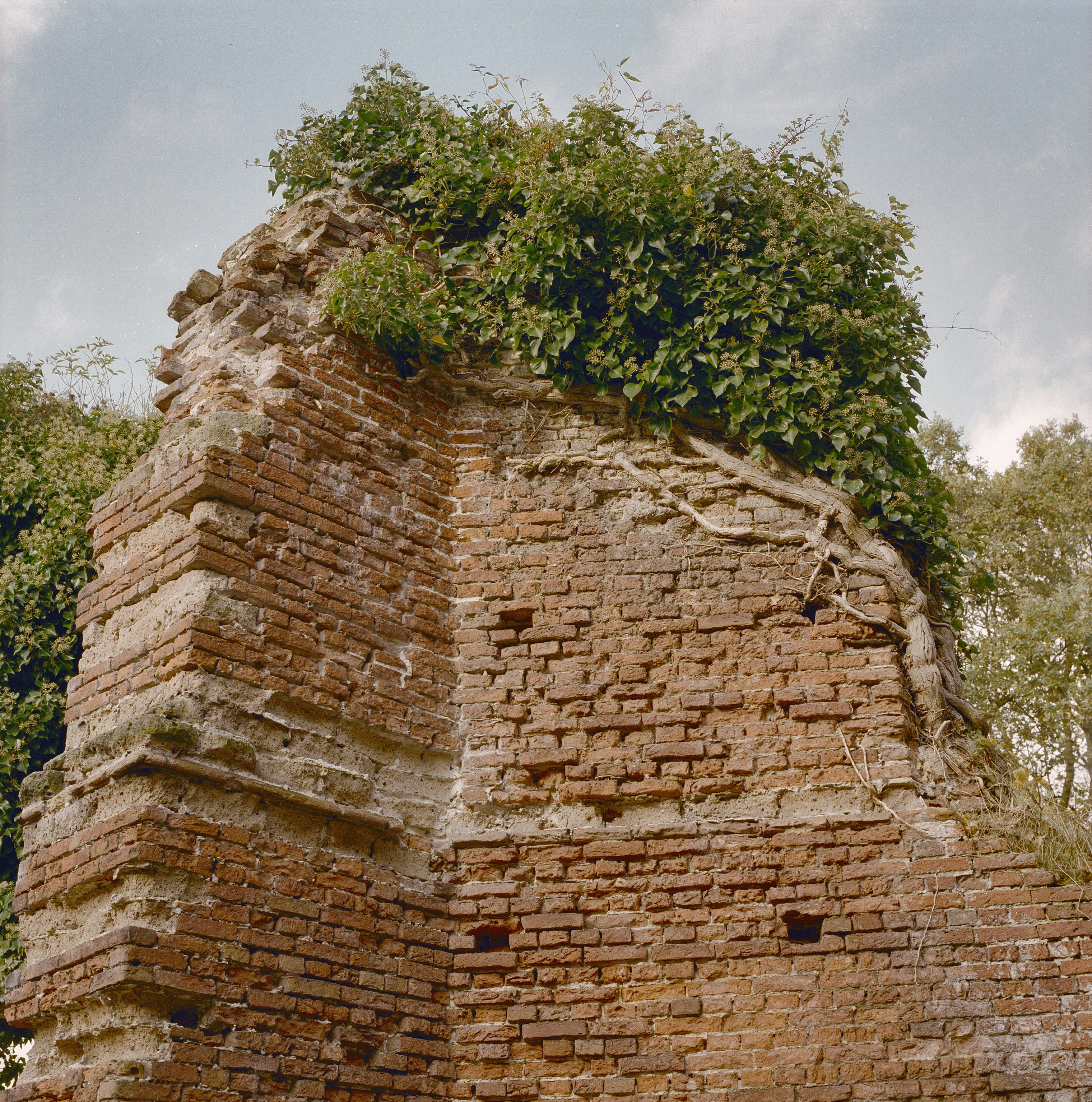
Muur ruïne met tufsteen lagen (1994)
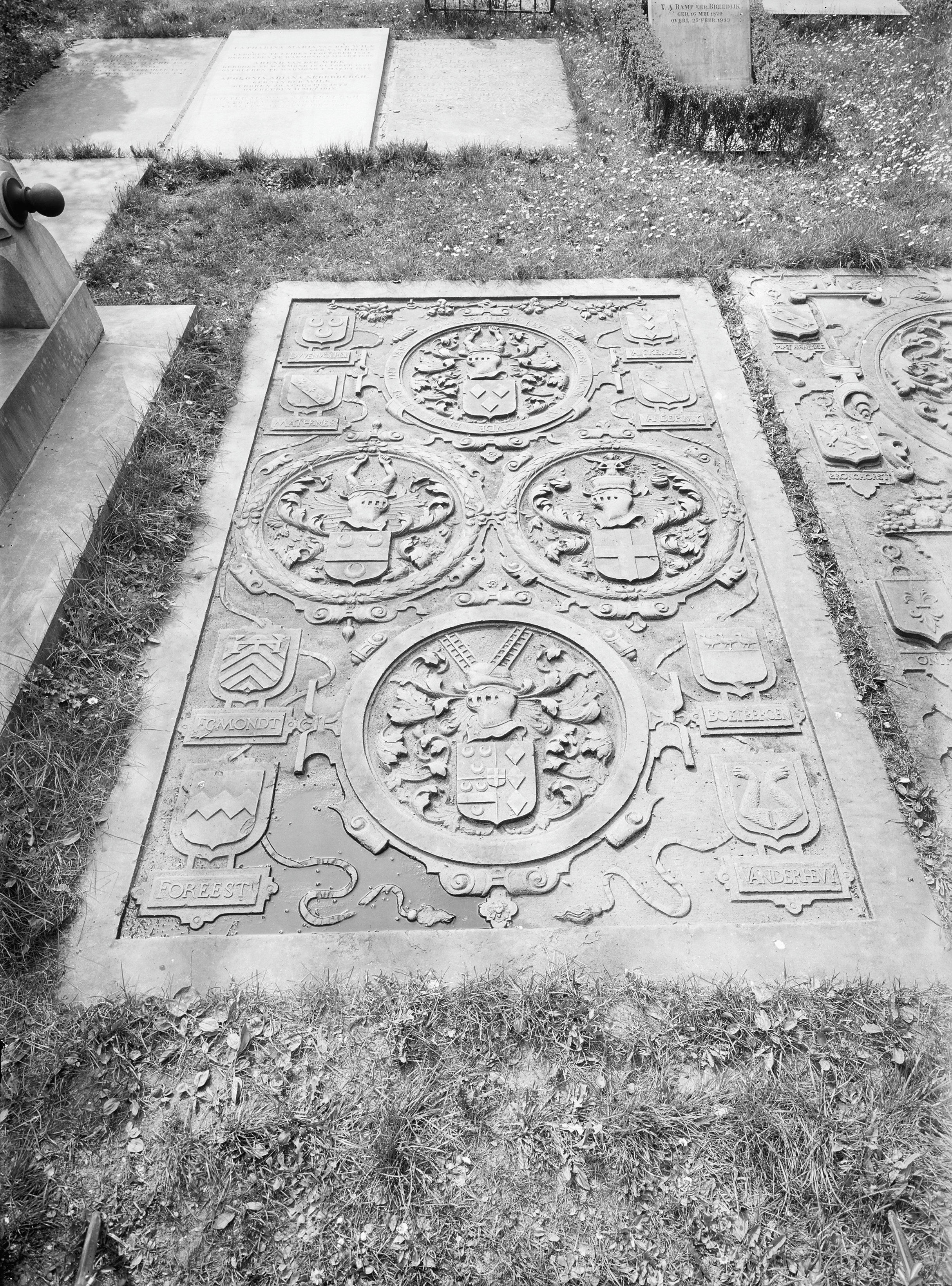
Graf van de 14e-eeuwse ridder en heer van Warmond Jacob van den Woude
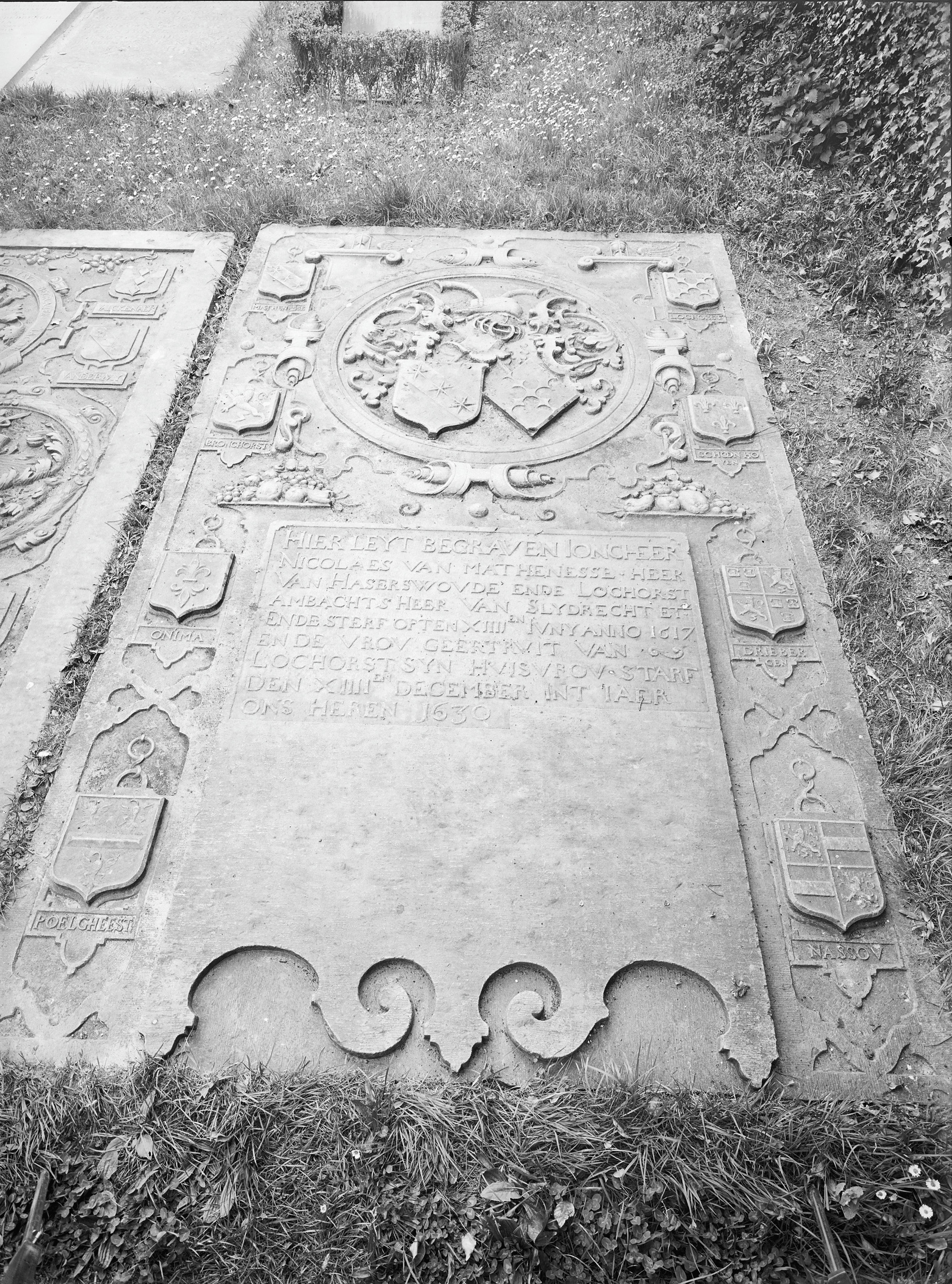
Graf van Nicolaas van Mathenesse, kasteelheer van Lockhorst